# Traján Kreszta
Traján Kreszta (maďarsky Kreszta Traján, rumunsky Traian Cresta; * 10. října 1947, Battonya) je maďarský podnikatel, politik a veřejně známá osobnost rumunské národnosti. Od května 2014 historicky první rumunský menšinový přímluvčí v maďarském Zemském sněmu.

## Biografie
Narodil se v roce 1947 ve městě Battonya v tehdejší Maďarské republice, do národnostně smíšené rodiny: jeho matka byla Bulharka, otec Rumun. Absolvoval rumunskou základní školu ve městě Battonya, roku 1966 odmaturoval na rumunském gymnáziu ve městě Gyula. V roce 1969 začal pracovat pro IBUSZ Utazási Irodák Kft., kde setrval až do roku 1989, kdy začal podnikat.
V komunálních volbách na podzim roku 2006 získal mandát zastupitele města Battonya v barvách levicové Maďarské socialistické strany (MSZP).
V parlamentních volbách v roce 2014 byl zvolen historicky prvním rumunským menšinovým přímluvčím do Zemského sněmu. Následně byl ve volbách v roce 2018 a volbách roku 2022 opětovně zvolen.

## Soukromý život
Hovoří maďarsky, rumunsky a srbsky. Žije v obci Dombegyház.
Je ženatý, má čtyři děti a čtyři vnoučata.

## Ocenění
- Vyznamenání za maďarské Rumuny „A magyarországi románokért”  (2015)
- Vyznamenání za národnostní menšiny „Nemzetiségekért Díj” (2017)
- Cena župy Békés „Békés Megyéért” (2017)[3]
- Čestné občanství města Battonya (2018)[1]